# 増田賢一
増田 賢一（ますだ けんいち、1964年 - ）は、写真家。『CAPA』のフォトコンテスト「ポートレートセッション」審査員。

## 概要・略歴
東京都出身。千葉大学工学部画像工学科卒業。写真関係のアルバイトを行う。大学卒業後フリーカメラマンとして独立。女性ポートレートを中心とした作品を手がける事が多い。

## 主な著書
- 『女の子をかわいく撮る108の方法』（ぶんか社、2008年）
- 『女の子をかわいく撮る光のテクニック』（ぶんか社、2012年）